# Projecte Longshot

1. Configuració inicial
2. Configuració als 33 anys
3. Configuració als 67 anys
4. Configuració als 100 anys

El Projecte Longshot és un disseny d'una nau espacial interestel·lar no-tripulada prevista per viatjar a l'estrella Alfa Centauri B, impulsada per propulsió nuclear de pulsació. Desenvolupat per l'Acadèmia Naval dels Estats Units i la NASA 1987-1988, Longshot va ser projectat per ser construït a l'Estació Espacial Alfa, precursora molt més gran de l'actual Estació Espacial Internacional. Al contrari que el projecte Daedalus, Longshot va ser dissenyat exclusivament utilitzant la tecnologia ja existent, encara que es requeriria cert desenvolupament addicional.
A diferència del motor de fusió de cicle tancat de la Daedalus, la Longshot utilitzaria un reactor de fissió nuclear per obtenir energia. Inicialment la generació de 300 quilowatts, el reactor accionaria un nombre de làsers en el motor que serien utilitzats per encendre la fusió de confinament inercial semblant a la de la Daedalus. La diferència principal del disseny entre ambdós és que la Daedalus dependria de la reacció de fusió per impulsar també la nau, mentre que en la Longshot el reactor extern proporcionaria aquesta energia.
El reactor també seria utilitzat per accionar un làser per a les comunicacions de tornada a la Terra, amb una potència màxima de 250 quilowatts. Durant gran part del viatge, en seria utilitzat a una potència molt inferior per a l'enviament de dades sobre el medi interestel·lar, però durant l'aproximació, la secció principal del motor seria rebutjada i la total capacitat d'energia seria dedicada a comunicacions, al voltant d'1 kilobit per segon.
La Longshot tindria una massa de 396 tones mètriques al començament de la missió, incloses 264 tones d'heli-3/deuteri com a combustible/propulsor. La càrrega útil activa de la missió, que inclou el reactor de fissió però no la secció principal de propulsió rebutjada, tindria una massa al voltant de 30 tones.
Una diferència important entre les missions Longshot i Daedalus és que la primera entraria en òrbita al voltant de l'estrella, mentre que la segona faria una passada baixa, la durada és comparativament menor.
El viatge a l'òrbita d'Alfa Centauri B duraria prop de 100 anys, a una velocitat mitjana d'uns 13.411 quilòmetres/s, aproximadament el 4,5% de la velocitat de la llum, i serien necessaris uns altres 4,39 anys perquè les dades arribessin la Terra.